# Zákaz kouření v Anglii
Zákaz kouření v Anglii je zákon, který zakazuje kouřit ve všech veřejných uzavřených prostorách v Anglii. Vešel v platnost 1. července roku 2007.

## Historie
Dne 16. listopadu 2004 vydal Public Health White Paper, který navrhuje zákaz kouření na téměř všech veřejných místech v Anglii. Kuřácká omezení budou nastávat postupně, se zákazem ve vládních budovách a zdravotnických zařízeních NHS do roku 2006. Poté, od roku 2007, v uzavřených prostorách a do konce roku 2008 v hospodách, barech a restauracích (vyjma hospod nepodávajících jídlo).
Dne 26. října 2005, po dnech odporu a debat v Kabinetu, vláda ohlásila, že bude pokračovat podle svého plánu. Všechna pracoviště, včetně restaurací a hospod podávajících jídlo, vzejde v platnost zákaz kouření v létě 2007. Nicméně v parlamentu existovala silná kritika ze všech stran a někteří poslanci se snažili zvrátit návrh zákona. Mnoho zástupců licencovaných podniků řeklo, že bude fungovat pouze úplný zákaz kouření a přes 90 členů parlamentu podepsalo podnět k úplnému zákazu, a téměř přes sto podpisů bylo pro hlasování o tomto problému. 24. listopadu bylo oznámeno, že vysoký lékařský odborník Liam Donaldson skoro opustil částečný omezení kouření, ale rozhodnul se zůstat věrný úplnému zákazu kouření. V ten samý den vydala vláda výsledky veřejných debat poté, co Cancer Research UK požadoval podle Freedom of Information Act 2000, který odhalil, že téměř 9 z 10 respondentů chtělo úplný zákaz kouření. To způsobilo další rozpaky ve vládě.
Dne 11. ledna 2006 vláda dále oznámila, že dá členům parlamentu volnou ruku ke svobodnému hlasování k dodatku zákona ke zdravotnímu zákonu, potvrzených zdravotním výborem, podnítit úplný zákaz kouření na veřejnosti. Ministryně zdravotnictví Patricia Hewitt hlasovala ve prospěch dodatku zákona a zároveň hlasovala proti své vlastní stranické politice. Všem ostatním stranám bylo nabídnuto svobodné hlasování na toto téma, které bylo projednáváno 14. února se třemi návrhy - nynější kompromis, úplný zákaz nebo výjimka pro členské kluby.
Dne 14. února 2006 Anglický Parlament poprvé hlasoval za dodatek zákona k původnímu kompromisnímu plánu a to, o rozšíření zákazu na všechna veřejná uzavřená místa vyjma klubů pro členy. Dodatek zákona byl podpořen velkou většinou. Členové parlamentu hlasovali za další dodatek zákona, který by zakázal kouření na veřejných místech, včetně klubů pro členy. Tento dodatek znovu získal významnou podporu a byl podpořen velkou většinou. A již dříve vytlačený úspěšný návrh zákona, který by povoloval kouření ve členských klubech byl zrušen. Nevyřešená legislativa tak byla úspěšně dokončena Domem Lordů - House of Lords tak, (s vysokou pravděpodobností by prošlo bez problémů i většinou v Parlamentu ve prospěch zákona) že úplný zákaz kouření v uzavřených veřejných prostorech vejde v Anglii v platnost někdy uprostřed roku 2007.
Dne 30. listopadu 2006 oznámila ministryně zdravotnictví Health Secretary Patricia Hewitt, že zákaz kouření v Anglii vejde v platnost 1. července 2007.
Další oblasti Spojeného království mají vlastní legislativu na zákaz kouření.